# 諾爾斯角
諾爾斯角是南極洲的海岬，位於維多利亞地北岸，處於尼爾森灣和胡克角西面，最高點海拔高度約500米，現時由南極條約體系管理。
70°41′S 165°48′E / 70.683°S 165.800°E